# Aimé Godard
Charles Marie Aimé Godard, né le 18 février 1837 à Saint-Mihiel (Meuse) et mort le 8 mars 1923 à Versailles, est un polytechnicien et fondateur de l’École Monge qui deviendra le lycée Carnot.

## Biographie
Aimé Godard est le fils d'un pharmacien de Saint-Mihiel dans la Meuse et termine ses études à l'École polytechnique en 1859. Il devient ingénieur des Ponts et Chaussées quelque temps. Mais il s'intéresse finalement plus à l’enseignement. Il est professeur, sous-directeur puis directeur du collège Sainte-Barbe à Paris. À 32 ans, il décide d'ouvrir une école privée où il veut mettre en œuvre des principes modernes d'éducation. L’École Monge ouvre en 1869. 
Aimé Godard est membre du Conseil supérieur de l'Instruction publique en 1880 et membre de la commission d'hygiène au ministère de l'Instruction publique. Le 11 juillet 1885, il est fait chevalier de la Légion d'honneur.

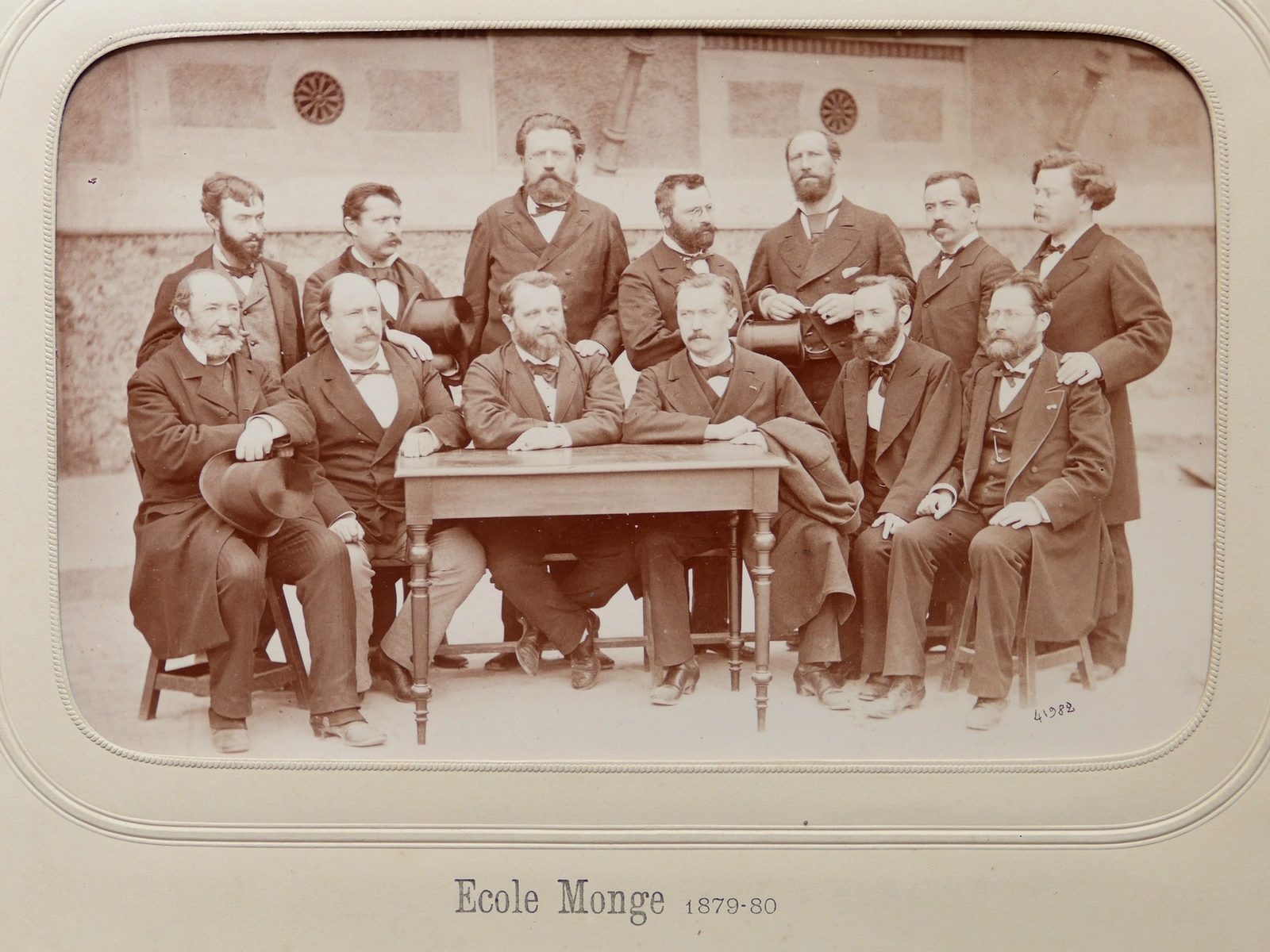
Les professeurs de l'école Monge en 1879. Aimé Godard à droite sur la table. Photographie de Jules David.

### École Monge et orientations pédagogiques
Godard veut répondre aux besoins de la nouvelle population du boulevard Malesherbes qui est percé en 1863 et du Village Monceau où vont s'établir des familles de la haute société industrielle dans les nouveaux immeubles haussmanniens ou des hôtels particuliers. Godard crée une école privée qu'il baptise Monge en référence au mathématicien Gaspard Monge, fondateur de l'école Polytechnique.
L'école connaît d'abord des débuts modestes et est située rue Chaptal. Prenant de l'ampleur, l'établissement est déplacé au début de la Troisième République sur un grand terrain du boulevard Malesherbes, à son emplacement actuel (devenu en 1894 le lycée Carnot). L'architecte Hector Degeorge et l'ingénieur Gustave Eiffel érigent la nouvelle École Monge entre 1875 et 1877. Elle est prévue pour accueillir 500 élèves (dont la moitié est interne). 
Lors de l'inauguration, Le Monde Illustré décrit l'école Monge comme « révolutionnaire », pour le Paris-Parisien, elle représente alors « le dernier mot du progrès comme installation et pédagogie ». Les nouveaux bâtiments de l'école sont de la dernière modernité à l'époque et Aimé Godard, influencé par les idées Saint-Simonniennes, rassemble autour de lui des éducateurs progressistes engagés dans l'adoption de méthodes pédagogiques nouvelles, comme l'éducateur Joseph de Bagnaux qui fut parmi les inspirateurs d'Aimé Godard. Les promoteurs de l'école Monge se regroupent dans l'Association pour la recherche, l'application et la propagation des meilleures méthodes d'éducation. Une grande place est faite à l'éducation physique et sportive, une collaboration avec Pierre de Coubertin permet à Aimé Godard d’expérimenter les préceptes de l’éducation anglaise, il est alors intégré à la Commission pédagogique de l’Union des sociétés françaises de sports athlétiques (USFSA). Le besoin d'air pur pour ses élèves pousse Godard à organiser des transferts journaliers en autobus au Pré-Catelan pour y tenir la récréation principale. L'éducation artistique est aussi mise en avant avec la collaboration d'artistes comme professeurs et l'organisation de concerts dans l'école.
Cependant, tout cela coûte très cher aux familles et l'équilibre financier de l'école est difficile à maintenir. En 1894, l'année où le président Sadi Carnot est assassiné, l'État rachète l'école et la transforme en lycée public pour garçons, qui sera baptisé lycée Carnot.

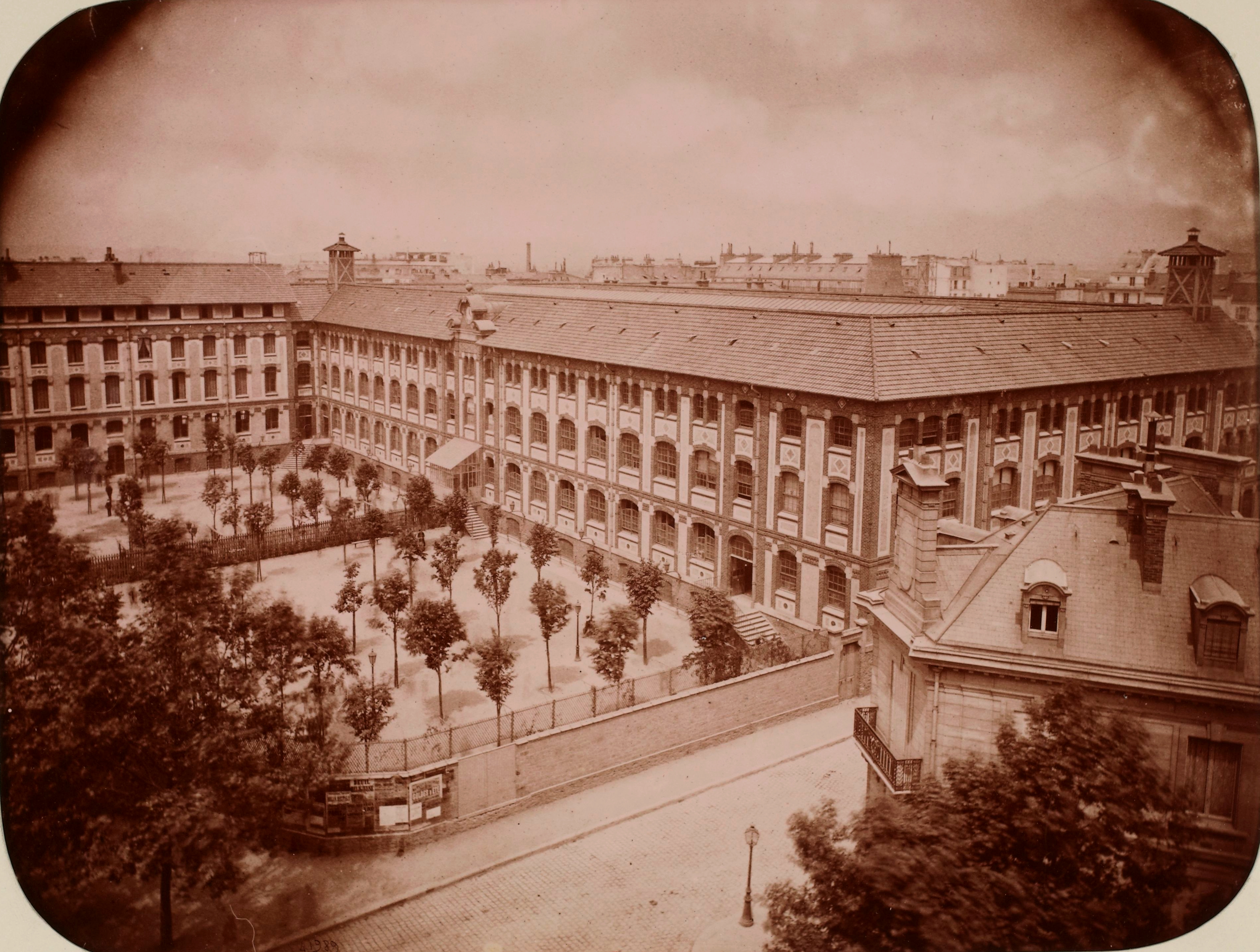
Vue générale des nouveaux bâtiments en 1890.
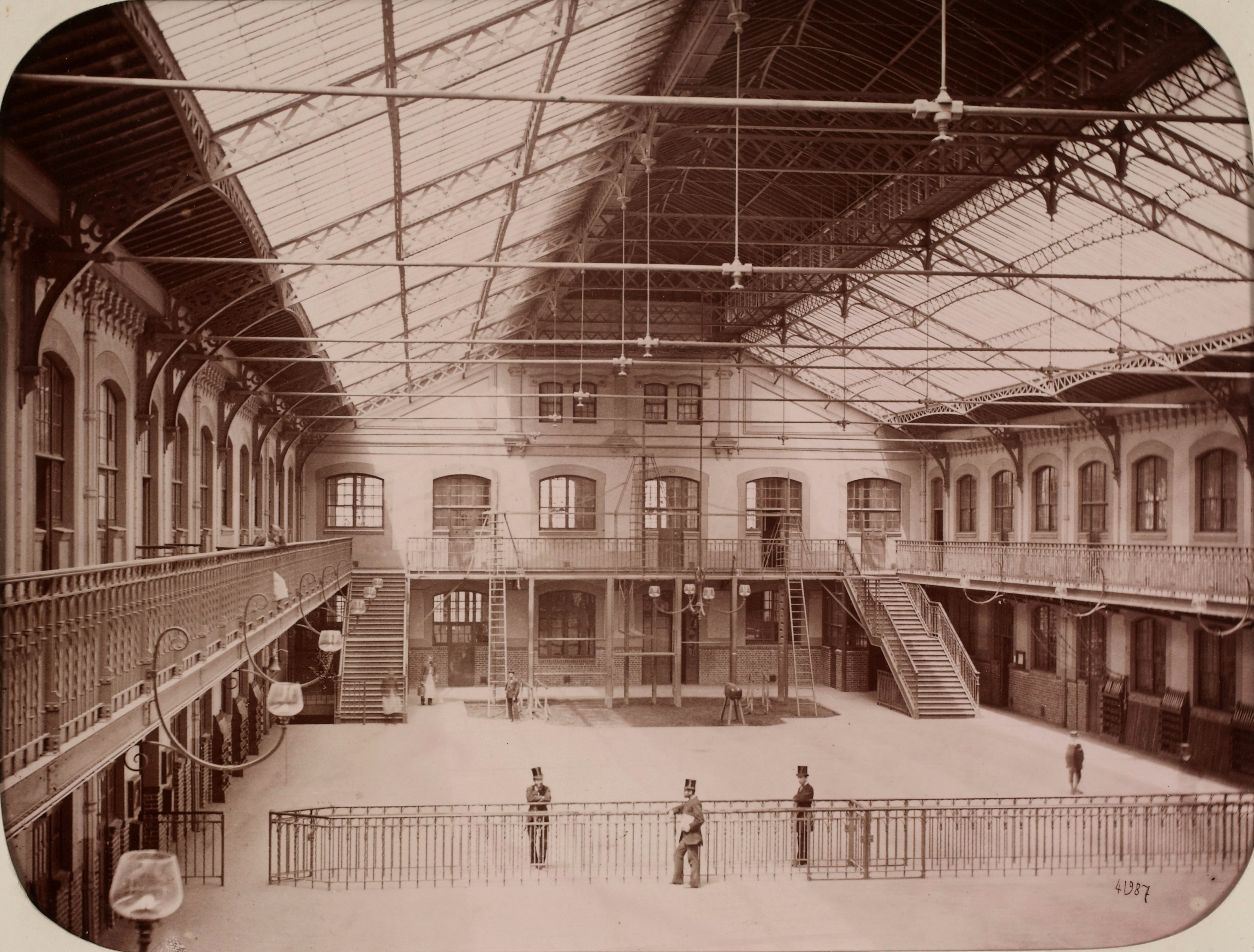
Le grand hall conçu par Gustave Eiffel

### Famille
En 1862, il épouse la fille de M. Blanchet, directeur des études au collège Sainte-Barbe. De cette union, naîtront au moins deux enfants, Félicie-Adrienne-Henriette Godart (née à Paris en 1869) et Clotilde Godart (Bordeaux, 1870 - Viroflay, 1962)